# José Bru
José Bru, né le 9 juin 1928, est un ancien joueur et entraîneur mexicain de basket-ball.